# ざこ検事 潮貞志の事件簿
『ざこ検事 潮貞志の事件簿』（ざこけんじ うしおただしのじけんぼ）は、2002年から2005年までTBS系「月曜ミステリー劇場」で放送されたテレビドラマシリーズ。全3回。主演は長嶋一茂。
「雑魚（ざこ）」な小さな事件に対しても、真剣に真実の追究に向かう検事の活躍を描いている。

## キャスト

### 仙台地方検察庁（第1作・第2作） → 横浜地方検察庁（第3作）
潮貞志
演 - 長嶋一茂
検事。肩を壊して社会人野球の選手を断念し、亡き妻・佐和の勧めで検事を目指す。仕事と子育ての両立が出来ず、残された娘・千寿を山形県に住む姉夫婦に預けて仕事に専念する。第1作、第2作では仙台地方検察庁勤務だったが第3作では横浜地方検察庁勤務となり、千寿と一緒に暮らすこととなる。
大塚民子
演 - 阿知波悟美（第1作・第2作）
仙台地方検察庁立会事務官。
堀部由佳
演 - 原沙知絵（第3作）
横浜地方検察庁立会事務官。

### 潮貞志の家族
北里宏子
演 - 大島さと子
貞志の姉（千寿の伯母）。山形県在住。貞志から千寿を預かる。
潮千寿
演 - 志田未来
貞志と佐和の娘。佐和の死後、山形県に住む伯父母と暮らしていた。休日には仙山線を使って仙台に住む貞志に会いに行っていた。第3作では山形を離れ、横浜で貞志と二人暮らしを始める。
潮佐和
演 - 星野有香
貞志の亡き妻。貞志が司法修習を終えた任命式当日に8歳になる千寿を残し事故でこの世を去ってしまう。
北里誠
演 - 菅原大吉
宏子の夫（貞志の義兄）。山形県で果樹園を営む。

### ゲスト
★（被疑者）
第1作（2002年）
- 渡辺加奈江（渡辺の妻） - 大谷直子
- 吉川麻衣（痴漢被害者・ホステス） - 小林綾子（中学生：木地山まみ）
- 渡辺祐治（政治家） - 河西健司
- 田沼洋介（渡辺の秘書・強制わいせつで送検） - 宝井誠明 ★
- 仙台青葉警察署 刑事 - 山中聡
- シズエ（家政婦） - 大原真理子
- 中学校教師 - 石井洋祐
- サナエ（ホテルの女将・麻衣の同級生） - 日高ひとみ
- サナエの夫 - 花井京乃助
- ホステス - 前田真里
- 法務大臣 - 山野史人
- 麻衣のマンション管理人 - 田口主将
- 渡辺美沙子（加奈江の連れ子） - 市川亜沙美
- 乃木坂猛（仙台青葉警察署 刑事） - 松重豊
- 寺岡公平（仙台地方検察庁 次席検事） - 夏八木勲
- 藤田瞳子

第2作（2004年）
- 宮原（貞志の先輩検事） - 梨本謙次郎
- 片岡早苗（片岡の妻） - 奥貫薫（少女期：原田舞美）
- 沼田良輔（婚約者に暴力を振るった男） - 長谷川朝晴
- 樋口紀代 - 粟田麗
- 宮原泰介 - 勝地涼
- 金本勝（松島出身） - 嶋大輔 ★
- 椿藤剛志 - 成田浬
- 吉野（宮原の立会事務官） - 芦田昌太郎
- 花原昭宏（弁護士） - なべおさみ
- 片岡勇（牛タン屋店主） - かなやす慶行
- 関本（検事） - 矢島健一
- 星野（仙台地方検察庁 次席検事） - 大杉漣
- 鳥居しのぶ

第3作（2005年）
- 会田洋一 - ダンカン
- 大園（刑事） - 武野功雄
- 長野民子 - 宮地雅子
- 安藤広夢（安藤と香苗の息子・医学部を目指している） - 佐々木和徳
- 堤（刑事） - 友井雄亮
- 堀部祐子 - 山本みどり
- 安藤香苗（安藤の別れた妻） - 中村久美
- 安藤稔（殺人事件の被疑者・強請り屋） - 川原和久 ★
- 武藤（検事） - 長谷川初範
- 会田邦弘（安藤の弁護士・貞志の司法修習生時代の恩師） - 神山繁
- 有薗芳記、小宮孝泰、寺崎正信、東風平千香、渋谷亜希、窪寺昭、野添義弘

## スタッフ
- 原作 - 今井秀智「ざこ検事件簿」（小学館文庫刊）、高田靖彦「ざこ検（潮）マルチョウ」（ビッグコミックスペリオール）
- 脚本 - 今井詔二
- 監督 - 佐藤健光
- 技斗 - 二家本辰巳
- 技術協力 - オーエイギャザリング
- プロデューサー - 金丸哲也、武部直美
- 製作 - TBS、東映

## 放送日程
| 話数 | 放送日         | 脚本     | 監督     |
| ---- | -------------- | -------- | -------- |
| 1    | 2002年12月02日 | 今井詔二 | 佐藤健光 |
| 2    | 2004年03月15日 | 今井詔二 | 佐藤健光 |
| 3    | 2005年09月12日 | 今井詔二 | 佐藤健光 |